# أمينوستيرويد

بانكورونيوم بروميد. دواء مرخي للعضلات ويعتبر أول أنواع المركبات الكيميائية المشتقة من الأمينوستيرويد

أمينوستيرويد هي مجموعة كيميائية ونوع من أنواع الستيرويدات ذات هيكل وشكل كيميائي مماثل يعتمد على نواة الستيرويد المستبدلة بالأميني. وهي عوامل إعاقة عصبية وعضلية، تستخدم لإرخاء العضلات وتعمل كمناهضات تنافسية لمستقبلات الأسيتيل كولين النيكوتين، وتمنع إشارات الأسيتيل كولين في الجهاز العصبي تم إنتاج عدة أدوية مرخية للعضلات أشتقت من الأمينوستيويد وتشمل هذه الأدوية عدة أجيال من الإنتاج والتطوير مثل كاندوكورونيوم ايوديد، والديكرونيوم بروميد، والديهايدروكورونيوم وأيضا بانكورونيوم بروميد وغيرهم.